# Frédéric Rose
Pour les articles homonymes, voir Rose.
Frédéric Rose ([fʁedeʁik ʁoz]), né le 13 janvier 1974 à Rennes (Ille-et-Vilaine), est un haut fonctionnaire français. Il est préfet des Yvelines depuis le 4 mars 2024.

## Carrière professionnelle
En septembre 2020, il est conseiller Intérieur et Sécurité auprès du président de la République.
Le 7 janvier 2024, Frédéric Rose est nommé préfet des Yvelines lors du Conseil des ministres de ce jour, en remplacement de Jean-Jacques Brot. Il s’installe officiellement dans sa fonction le 4 mars.

## Distinctions
- Chevalier de la Légion d'honneur (2024)[4]
- Chevalier de l'ordre national du Mérite (2016)
- Chevalier de l'ordre des Palmes académiques
- Chevalier de l'ordre du Mérite maritime
- Médaille de la Défense nationale, échelon bronze
- Médaille de la sécurité intérieure, or
- Médaille d'honneur de la Police nationale (2023)